# Franjo Klopotan
Franjo Klopotan (* 16. September 1938 in Presečno bei Novi Marof, Gespanschaft Varaždin, Königreich Jugoslawien) ist ein kroatischer Maler, Zeichner und Grafiker.

## Leben
Klopotan besuchte die Volksschule und das Gymnasium in Varaždin und machte eine Lehre als Fotograf. Anschließend wurde er an der Medizinischen Fachschule in Zagreb zum Krankenpfleger ausgebildet. Diesen Beruf übte er im Zagreber Krankenhaus Rebro aus.
Seit 1959 begann Klopotan Phantasien und Traumwelten auf Papier, Glas und Leinwand festzuhalten. Seine Darstellungen in der Art der Naiven Kunst fanden Beachtung und wurden ab 1962 unter anderem auch in seiner Arbeitsstelle ausgestellt. 1965 ging er nach Hamburg und begann eine dreijährige Ausbildung zum Tiefdruckretuscheur. Während dieser Zeit entwickelte sich sein Stil, erste Ausstellungen in Deutschland erfolgten in Hamburg und Köln. Er arbeitete für deutsche Zeitschriften wie Hör zu, Quick und Neue Revue, bevor er 1970 nach Jugoslawien zurückging.
Klopotan hat in den folgenden mehr als dreißig Jahren seine Werke in mehr als fünfzig Ausstellungen gezeigt, so zum Beispiel 1995 im Stadtmuseum in Varaždin. In Deutschland wurde er durch seine Druckgrafiken bekannt.

## Illustrationen
- Kinderbuch: Texte mit Veselko Tenžera: Prvi zmaj. Naprijed, Zagreb 1975.
- in: Richard Anders: Ödipus und die heilige Kuh, Kurzroman. Sirene Verlag, Berlin 1979.